# 科奥赖昆杜
科奥赖昆杜（Kooraikundu），是印度泰米尔纳德邦Virudhunagar县的一个城镇。总人口19706（2001年）。

## 人口
该地2001年总人口19706人，其中男性9874人，女性9832人；0—6岁人口2367人，其中男1184人，女1183人；识字率73.08%，其中男性为78.27%，女性为67.88%。